# Anna von Hausswolff
Anna Michaela Ebba Electra von Hausswolff est une chanteuse, pianiste, organiste et auteure-compositrice suédoise née le 6 septembre 1986 à Göteborg.

## Biographie
Anna Hausswolff est la fille de l'artiste sonore Carl Michael von Hausswolff. Ses parents se séparent lorsqu'elle a deux ans, sa mère étant « super fatiguée du monde de l'art décadent des années 90 suédoises et des artistes exhibitionnistes ». Elle grandit entourée de marginaux. Elle a fait des études d'architecture à l'École polytechnique Chalmers de Göteborg, inspirée par l'utopiste Buckminster Fuller.
Son premier single, Track of Time, sort le 5 février 2010. En 2009, elle se produit au festival Way Out West et fait l’ouverture de Tindersticks à trois reprises. Elle tourne au Brésil avec Taken by Trees et Taxi Taxi! En 2011, elle fait trois fois l’ouverture de Lykke Li ainsi que pour M. Ward au Théâtre dramatique royal à Stockholm. Elle joue dans plusieurs grands festivals en Suède tels que Peace and Love, Storsjöyran, Way Out West, Arvika et Made Festival. Anna Hausswolff est appréciée pour sa voix expressive et ses performances sur scène.
En janvier 2013, elle crée une polémique en Suède après avoir porté un t-shirt du groupe Burzum, mené par Varg Vikernes, également connu pour le meurtre d'Øystein Aarseth et ses idées racistes. Elle s'exprime plus tard pour rejeter tout soutien à l'extrême droite,. Le 9 juillet 2013, l’album Ceremony sort en Amérique du Nord avec Other Music Recording Co. Anna von Hausswolff fait son premier concert américain le 10 juillet au Glasslands Gallery à Brooklyn. Elle est citée dans le NPR Weekend Edition Saturday, le PRI's The World, le WNYC Soundcheck ou le New York Times...
En 2015, elle sort l'album The Miraculous dans lequel alternent ballades folk, métal et poèmes gothiques,. Elle y joue sur l'orgue acoustique monumental de la ville de Pitea, dans le nord de la Suède.
Son quatrième album est Dead Magic, en 2018, enregistré sur un orgue de Copenhague, dans la petite église de Marmorkirken.
En 2020, elle sort l'album All Thoughts Fly, qui mêle ambiances gothiques électroniques et orgue liturgique.

## Style musical
La musique d’Anna Von Hausswolff est classée comme « Gothique » ou « Art pop, Drone et Post-metal ». Elle juxtapose les moments sombres et les moments lumineux. Le Guardian l'a décrite comme de la « pop funèbre ». À la sortie en 2015 de The Miraculous, on a dit  qu’il s’agissait d’une  « splendeur gothique ». L’album Dead Magic présente un « tempo plus brillant et plus éclatant ». Sa voix est comparée à celle de Nico, de la soprano péruvienne Yma Sumac, de Kate Bush ou de Siouxsie Sioux de la période A Kiss in the Dreamhouse. Sa musique est associée au genre Krautrock avec des odes à Einstürzende Neubauten et Swans.

## Controverse
Le 7 décembre 2021, suivant un appel à la mobilisation mené par des sites comme Le Salon beige et celui du parti Civitas, des catholiques intégristes empêchent l'un de ses concerts en France dans l'église Notre-Dame-de-Bon-Port de Nantes, prétendant que l'artiste serait sataniste,,,. Le concert, organisé par le Lieu Unique, avait pourtant été programmé avec l'accord de l'évêché. Le 9 décembre 2021, le concert prévu à l'église Saint-Eustache, également menacé, est finalement déplacé à l'église protestante unie de l'étoile, lieu tenu secret jusqu'au dernier moment sauf pour les détenteurs d'un billet. Dans un communiqué, le curé de l'église Saint-Eustache explique qu'il a pris cette décision « pas en raison du contenu de l’œuvre, mais bien pour des raisons de sécurité ». Interrogés par le média Les Jours, les tourneurs d'Anna von Hausswolff et le Syndicat des musiques actuelles regrettent l'absence de soutien politique pour la tenue de ce concert. L'organisateur et les spectateurs du concert annulé de Nantes annoncent vouloir porter plainte contre les intégristes ayant empêché le concert pour entrave à la liberté d'expression.
À Bruxelles, des prêtres dominicains de l'église devant recevoir un concert de la musicienne ont reçu également des menaces, bien que l'organisateur du concert, Le Botanique a indiqué que la chanson controversée ne figurait plus au programme. La tenue du concert est soutenue par le père Ignace Berten qui a déclaré « nous n’acceptons pas ce genre de diktat (...) Même si l’artiste est discutable, notre grand orgue a été restauré grâce aux financements publics et nous considérons donc qu’il doit être mis aussi au service de la culture ».

### Albums studio

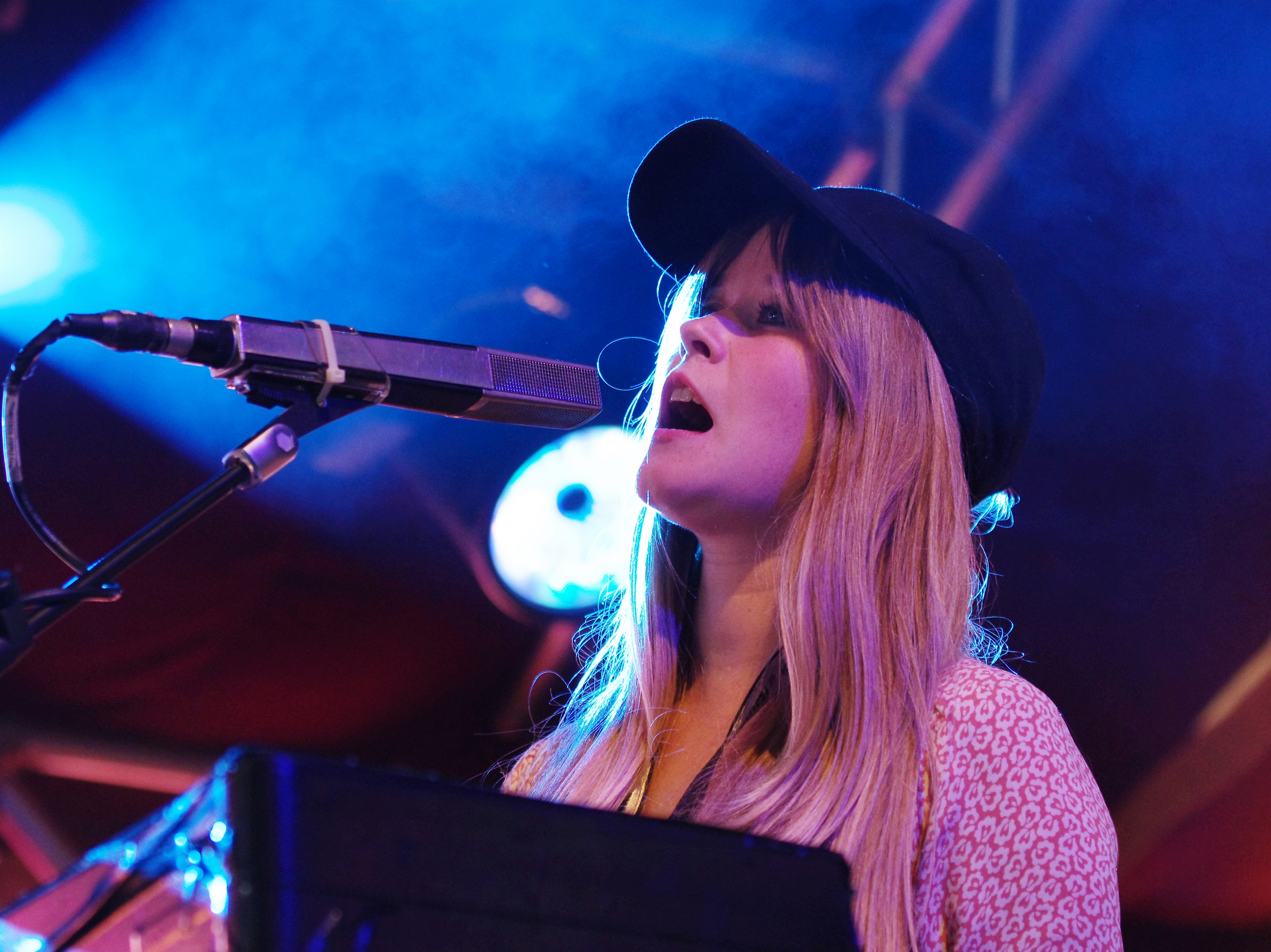
Anna von Hausswolff au festival Haldern Pop en 2013.

## Discographie

### Albums live
- Live at Montreux Jazz Festival (2022)

## Filmographie

### Chansons
On peut entendre certaines de ses chansons dans les films suivants :
- 2014 : Jack d'Edward Berger - Funeral for my future children (end credits)
- 2015 : I remember when I die de Maria Bäch : Varför är solen så röd
- 2017 : Personal Shopper d'Olivier Assayas : Track of time ; The miraculous
- 2022 : Revoir Paris, d’Alice Winocour :  Outside the gate ; Ugly and Vengeful
- 2024 : The Substance, de Coralie Fargeat : Ugly and Vengeful[20]

### Actrice
- 2021 : L'Ange blond de Visconti (Världens vackraste pojke), documentaire de Kristina Lindström (sv) et Kristian Petri (sv) : elle-même